# Râul Straua
Râul Straua este un curs de apă, afluent al râului Deju. 